# Nettlebed
Nettlebed är en by och en civil parish i South Oxfordshire i Oxfordshire i England. Orten har 727 invånare (2011).